# Пријатељи (ТВ серија)
Пријатељи (енгл. Friends) америчка је хумористичка телевизијска серија чији су творци Дејвид Крејн и Марта Кауфман, а која се емитовала на каналу NBC од 22. септембра 1994. до 6. маја 2004. у трајању од 10 сезона. Са глумачким ансамблом који су чинили Џенифер Анистон, Кортни Кокс, Лиса Кудроу, Мет Лебланк, Метју Пери и Дејвид Швимер, серија говори о животу шест пријатеља старости од 20 до 30 година који живе на Менхетну у Њујорку. Првобитно извршни продуценти су били Кевин С. Брајт, Кауфманова и Крејн.
Кауфманова и Крејн су започели развој серије Пријатељи под називом Кафе Инсомнија (енгл. Insomnia Cafe) између новембра и децембра 1993. године. Они су представили идеју Брајту и заједно су предали обраду серије на седам страница NBC-у. Након што је неколико сценарија преправљено, укључујући и промену наслова у Шест у једном (енгл. Six of One), и Пријатељи попут нас (енгл. Friends Like Us), серија је на крају добила наслов Пријатељи. Серија је снимљена у студију Warner Bros. Studios у Бербанку у Калифорнији, а продуцирали су је Bright/Kauffman/Crane Productions и Warner Bros. Television.
Свих десет сезона серије се нашло међу десет најгледанијих програма телевизијских сезона; на крају је достигла прво место у осмој сезони. Крај серије, приказан 6. маја 2004. године, гледало је око 52,5 милиона гледалаца у САД, чинећи то петим најгледанијим крајем серије у телевизијској историји и најгледанијом телевизијском епизодом у првој деценији 21. века. Пријатељи су стекли бројна признања током приказивања, поставши једна од најпопуларнијих телевизијских серија свих времена. Серија је била номинована за 62 награде Еми за ударне термине, а освојила је награду Еми за најбољу хумористичку серију 2002. за осму сезону. Серија се нашла на 21. месту на списку 50 најбољих телевизијских емисија свих времена TV Guide-а и на 5. месту на -овом списку 50 најбољих телевизијских емисија свих времена. Епизода „Она с видеом са матуре” се 1997. нашла на 100. месту на -овом списку 100 најбољих епизода свих времена. Пријатељи су се 2013. нашли на 24. месту на списку 101 најбоље написане ТВ серије свих времена Америчког савеза сценариста и на 28. месту на -овом списку 60 најбољих ТВ емисија свих времена. Чланови глумачке екипе вратили су се за специјал окупљања, премијерно приказан 27. маја 2021. године HBO Max-у.

## Премиса
Смештена у Њујорку, серија Пријатељи прати свакодневни живот групе од шест пријатеља од двадесетак година, док живе, раде и заљубљују се у граду.
Рејчел Грин (Џенифер Анистон) бежи са сопственог венчања и од свог богатог, али неиспуњеног живота и среће своју пријатељицу из детињства Монику Гелер (Кортни Кокс), неуротичну, али брижну куварицу. Рејчел постаје конобарица у кафеу Central Perk у Вест Вилиџу након што се усели у Моникин стан и придружује се Моникиној групи пријатеља самаца у средњим двадесетим годинама, коју чине: претходна цимерка Фиби Буфе (Лиса Кудроу), ексцентрична масерка и музичарка; комшија Џои Трибијани (Мет Лебланк), неинтелигентан глумац у успону и женскарош; Џоијев цимер Чандлер Бинг (Метју Пери), саркастичан, самокритични обрађивач података; и Моникин старији брат и Чандлеров цимер са колеџа Рос Гелер (Дејвид Швимер), љубазни, али несигурни палеонтолог. Екипа се најчешће окупља у кафићу Central Perk, а када нису тамо, обично се налази у Моникином и Рејчелином стану или преко пута у Чaндлеровом и Џоијевом стану.
Епизоде приказују комичне и романтичне авантуре пријатеља и проблеме у њиховим каријерама, као што су Џоијеве аудиције за улоге или Рејчелине потраге за послом у модној индустрији. Свих шест ликова имају много излазака и озбиљних веза током серије, као што је Моникина веза са Ричардом Берком (Том Селек) и Росова веза са Емили Валтам (Хелен Бексендејл). Росов и Рејчелин повремени однос је прича са најчешћим понављањем. Током десет сезона серије, они су се више пута забављали и раскидали.
Током серије, Рос накратко жени Емили; Рос и Рејчел добијају дете након везе за једну ноћ; Чандлер и Моника се забављају и венчају; а Фиби се удаје за Мајка Ханигана (Пол Рад).
Други ликови који се често јављају су Џек и Џуди Гелер (Елиот Гулд и Кристина Пиклз), Росови и Моникини родитељи који живе на Лонг Ајленду  и отворено фаворизују Роса; Росова бивша жена Керол Вилик (Џејн Сибет), њихов син Бен Гелер (Кол Спраус) и Керолина лезбијска партнерка Сузан Банч (Џесика Хечт); бариста у Central Perk-у Гантер (Џејмс Мајкл Тајлер); Чaндлерова досадна, али доброћудна бивша девојка Џенис Горалник (Меги Вилер) и Фибина злобна близнакиња Урсула (коју такође игра Кудрова).

## Глумци и ликови
- Главне улоге
- Џенифер Анистон као 
Рејчел Грин
- Кортни Кокс као 
Моника Гелер
- Лиса Кудроу као 
Фиби Буфе
- Мет Лебланк као 
Џои Трибијани
- Метју Пери као 
Чандлер Бинг
- Дејвид Швимер као 
Рос Гелер

- Џенифер Анистон као Рејчел Грин:
 Модни ентузијаста и најбоља пријатељица Монике Гелер из детињства. Рејчел се усељава код Монике у 1. епизоди након што се замало удала за Берија Фарбера. Рејчел и Рос Гелер кроз серију неколико пута започињу и прекидају везу. Рејчел излази са другим мушкарцима током серије, као што је комшија Италијан Паоло у 1. сезони; Џошуа Бергин, клијент из Bloomingdale's-а, у 4. сезони; Тег Џонс, њен асистент, у 7. сезони; и Џои Трибијани, један од њених блиских пријатеља, у 10. сезони. Први Рејчелин посао је био у Central Perk-у као конобарица, а касније постаје помоћни продавац у Bloomingdale's-у у 3. сезони и продавац у Ralph Lauren-у у 5. сезони. Рејчел и Рос добијају кћерку Ему на крају 8. сезоне. У последњој епизоди серије, Рос и Рејчел једно другом признају своју љубав, а Рејчел одустаје од посла у Louis Vuitton-у у Паризу како би остала са њим. У спинофу серије, Џои, увелико се наговештава да се Рејчел удала за Роса након краја серије.
- Кортни Кокс као Моника Гелер:
 Мајчинска фигура у групи и куварица,[19] позната по својој перфекционистичкој, шефовској, такмичарској и опсесивно-компулзивној природи.[20][21] Моника је као дете имала вишак килограма. Радила је као куварица у више ресторана током серије. Моникина прва озбиљна веза била је са дугогодишњим породичним пријатељем Ричардом Берком, који је старији од ње 21 годину. Пар одржава јаку везу неко време, док Ричард не изјави да не жели да има децу. Моника и Чандлер, један од њених најбољих пријатеља, касније ступају у везу након што проводе ноћ заједно у Лондону на крају 4. сезоне, што доводи до њиховог брака у 7. сезони и усвајања близанаца на крају серије.
- Лиса Кудроу као Фиби Буфе:
 Масерка и самоука музичарка. Као дете, Фиби је живела у северном делу Њујорка са мајком, док није извршила самоубиство, а Фиби завршила на улици. Пише и пева сопствене чудне песме, пратећи себе на гитари. Има идентичну близнакињу Урсулу, која јој није нимало слична по карактеру. Фиби је била у три озбиљне везе током серије: са научником Дејвидом у 1. сезони, с којим је раскинула кад се он преселио у Минск због научног истраживања; са Гаријем, полицајцем чију је значку нашла и користила као своју, у 5. сезони и са Мајком Ханиганом у 9. и 10. сезони. У 9. сезони, Фиби и Мајк раскидају, јер он не жели да се венча. Дејвид се враћа из Минска и мири се са Фиби, али она га оставља због Мајка, након што је обојица запросе. Фиби и Мајк се венчавају у 10. сезони.[22][23]
- Мет Лебланк као Џои Трибијани:
 Глумац у успону и љубитељ хране који постаје познат по својој улози у сапуници Дани наших живота као др Дрејк Реморе. Џои има много краткотрајних веза са девојкама. Упркос томе што је женскарош, Џои је безазлен, брижан и добронамеран.[24] Џои често користи фразу за удварање „Како си ми?” (енгл. How you doin'?) при покушају да освоји већину жена које упозна. Џои је првобитно делио стан са својим најбољим пријатељем Чандлером, а касније са Рејчел. У 8. сезони заљубљује се у Рејчел, али Рејчел љубазно говори Џоију да не дели иста осећања. У 10. сезони накратко излазе, али након што схвате да то неће функционисати због њиховог пријатељства и Рејчелине компликоване везе са Росом, они поново постају пријатељи. На крају серије, он је једини члан групе без партнера и постаје главни лик наставка серије, Џои.
- Метју Пери као Чандлер Бинг:
 Стручњак за статистичке анализе и реконфигурацију података у великој, мултинационалној корпорацији. Чандлер мрзи свој посао, иако је добро плаћен. Покушава да да отказ током 1. сезоне, али се вратио након понуде за нову канцеларију и већу плату. На крају је напустио овај посао у 9. сезони, због преласка у Талсу. Касније у тој сезони постаје млађи копирајтер у рекламној агенцији. Чандлер има необичну породичну прошлост — мајка му је списатељица еротских романа, а отац је хомосексуалац који се облачи као жена и има шоу у Лас Вегасу. Чандлер је познат по свом саркастичном смислу за хумор и лошој срећи у везама.[25] У 7. сезони Чандлер и Моника се венчавају и усвајају близанце на крају серије. Пре везе са Моником, Чандлер је излазио са Џенис Хозенстин у 1. сезони и касније је раскидао са њом више пута.
- Дејвид Швимер као Рос Гелер:
 Старији брат Монике Гелер, палеонтолог који ради у Америчком музеју природне историје, а касније постаје редовни професор палеонтологије на Универзитету Њујорк. Рос током серије стално ступа у везу, па раскида са Рејчел. Он током серије ступа у три пропала брака: са Керол Вилик, лезбијком која је и мајка његовог сина, Бена Гелера; са Емили Валтам, са којом се развео након што је случајно рекао Рејчелином име уместо њеног током венчања; и са Рејчел, јер су се венчали у пијаном стању у Лас Вегасу. Његови разводи постају честе шале током серије. После везе за једну ноћ, Рејчел и он добијају ћерку, Ему, на крају 8. сезоне. На крају серије признају једно другом да су и даље заљубљени. У спинофу серије, Џои, увелико се наговештава да се Рејчел удала за Роса након краја серије.

У њиховом првобитном уговору за 1. сезону серије, главни глумци су имали плату у износу од 22.500 $ по епизоди. У 2. сезони глумци су добијали различите плате, које су се кретале од 20.000 $ до 40.000 $ по епизоди. Пред преговоре о платама у 3. сезони, глумци су одлучили да у преговоре ступе колективно, упркос томе што је Warner Bros. давао предност појединачним договорима. Додељена им је плата најмање плаћеног глумца. У 3. сезони су плате износиле 75.000 $ по епизоди, у 4. сезони 85.000 $, у 5. сезони 100.000 $, у 6. сезони 125.000 $, у 7. и 8. сезони 750.000 $ и у 9. и 10. сезони 1.000.000 $, што је Анистонову, Коксову и Кудроуову учинило најплаћенијим телевизијским глумицама свих времена. Постава је такође добијала синдикалне хонораре од 2000. године након поновних преговора. У то време, та финансијска корист уносних позадинских профита емисије само је дељена звездама које су имале власничка права у серији, као што су Џери Сајнфелд и Бил Козби.
Творац серије Дејвид Крејн је желео да сви чланови поставе буду једнако истакнути, а серија је била похваљена као „прва права серија ансамбла”. Чланови глумачке поставе настојали су да задрже формат ансамбла и да не дозволе ниједном члану истицање. — улазили су у исте глумачке категорије за награде, Желели су колективне преговоре о плати и тражили су да се заједно појављују на насловницама часописа у 1. сезони. Глумци су постали и најбољи пријатељи иза сцене, због чега је гостујућа звезда Том Селек говорио да се понекад осећао изостављено.
Глумци су остали добри пријатељи и након што се серија завршила, нарочито Коксова и Анистонова, а Анистонова је била и кума ћерки Дејвида Аркета и Кортни Кокс, Коко. У званичној опроштајној комеморативној књизи Friends 'Til the End, свако одвојено признаје у интервјуима да је глумачка постава постала део њихове породице.

## Синопсис сезона
| Сезона | Сезона | Епизоде | Епизоде | Оригинално емитовање | Оригинално емитовање | Ранг | Рејтинг |
| Сезона | Сезона | Епизоде | Епизоде | Премијера            | Финале               | Ранг | Рејтинг |
| ------ | ------ | ------- | ------- | -------------------- | -------------------- | ---- | ------- |
|        | 1.     | 24      | 24      | 22. септембар 1994.  | 18. мај 1995.        | 8    | 15,6    |
|        | 2.     | 24      | 24      | 21. септембар 1995.  | 16. мај 1996.        | 3    | 18,7    |
|        | 3.     | 25      | 25      | 19. септембар 1996.  | 15. мај 1997.        | 4    | 16,8    |
|        | 4.     | 24      | 24      | 25. септембар 1997.  | 7. мај 1998.         | 4    | 16,1    |
|        | 5.     | 24      | 24      | 24. септембар 1998.  | 20. мај 1999.        | 2    | 15,7    |
|        | 6.     | 25      | 25      | 23. септембар 1999.  | 18. мај 2000.        | 5    | 14,0    |
|        | 7.     | 24      | 24      | 12. октобар 2000.    | 17. мај 2001.        | 5    | 12,6    |
|        | 8.     | 24      | 24      | 27. септембар 2001.  | 16. мај 2002.        | 1    | 15,0    |
|        | 9.     | 24      | 24      | 26. септембар 2002.  | 15. мај 2003.        | 2    | 13,9    |
|        | 10.    | 18      | 18      | 25. септембар 2003.  | 6. мај 2004.         | 4    | 13,6    |

### 1. сезона
Прва сезона представља шест главних ликова који живе у Њујорку: конобарицу Рејчел Грин, професионалну куварицу Монику Гелер, њеног брата, палеонтолога Роса, слободоумну масерку Фиби Буфе, неуспешног глумца Џоија Трибијанија и Росовог пријатеља са колеџа Чандлера Бинга, чије је тачно занимање у корпорацији непознато. Рејчел долази у Central Perk у венчаници, након што је оставила свог вереника Берија пред олтаром. Усељава се код Монике, своје пријатељице из средње школе и добија посао конобарице у  Central Perk-у.
Рос, који је заљубљен у Рејчел од средње школе, покушава да јој искаже своја осећања према њој. Ипак, много препрека му стоји на путу, укључујући његову несигурност, то што Рејчел улази у везу са комшијом Паолом и чињеница да он чека дете са својом (однедавно бившом) супругом, лезбијком Керол, која касније у сезони рађа дечака Бена. Џои никада није имао озбиљну везу и константно спава са разним женама. Фиби је прилично чудна и компликована, углавном због самоубиства мајке када је била дете и провођења дела живота на улици. Међутим, група је воли без обзира на то.
Чандлер раскида са својом девојком Џенис (Меги Вилер), али јој се опет враћа током серије. Крајем сезоне, Рос одлази на палеонтолошки скуп у Кину, а Чандлер случајно открива Рејчел да је Рос воли, која потом схвата да је и њој стало до њега. Сезона се завршава тако што Рејчел чека Роса, који се враћа из Кине.

### 2. сезона
Рејчел дочекује Роса на аеродрому само како би открила да се вратио са новом девојком, Џули (Лорен Том), коју познаје са постдипломтских студија. Рејчелини покушаји да каже Росу да га воли у почетку су огледало његових неуспелих покушаја из прве сезоне. Након што је раскинуо везу са Џули због Рејчел, њихов однос кулминира када Рејчел открије Росов списак разлога „за” и „против” њихове везе. Они на крају започињу везу након што Рејчел види стари снимак са касете, снимљен пре Моникине и њене матурске вечери и схвата да је Рос хтео да јој буде пратња, након што ју је њен пратилац замало оставио.
Моника је унапређена у главну куварицу у ресторану Iridium, а затим је отпуштена због прихватања поклона од добављача, што је против политике компаније. Без новца, приморана је да преузме срамотан посао као конобарица у локалу са стилом 1950-их. Почиње да се виђа са Ричардом Берком, недавно разведеним породичним пријатељем, који је 21 годину старији од ње. На крају раскидају када Моника схвата да Ричард, који је већ отац, не жели више деце. Џои добија улогу неурохирурга др Дрејка Ремореа у измишљеној верзији сапунице Дани наших живота. Сели се из свог и Чандлеровог стана, па Чандлер налази новог цимера, Едија (Адам Голдберг).
Међутим, Еди је досадан и помало поремећен. Када Џои у интервјуу за часопис о сапуницама каже да сам пише већину својих реплика, увредивши сценаристу серије, његов лик је убијен. Пошто више није био у могућности да приушти свој нови скупи стан, Џои се враћа код Чандлера и избацује Едија. На крају сезоне, Чандлер разговара са непознатом женом преко онлајн собе за ћаскање. Кад се договоре да се лично упознају, испада да је та жена Џенис.

### 3. сезона
Трећа сезона има знатно већи серијски формат. Чандлер и Џенис су у вези у неколико епизода, све док Џои не ухвати Џенис како се љуби са својим мужем од ког се разводи. Не желећи да уништи њену породицу, Чандлер наговара Џенис да се врати свом супругу, а затим постаје депресиван због раскида у неколико епизода. Рејчел напушта посао у Central Perk-у и почиње да ради у луксузних ланцу робних кућа Bloomingdale's. Рос ускоро постаје љубоморан на њеног колегу Марка (Стивен Екхолдт) и фрустриран због њеног дугог радног времена. Уморна од његове сталне љубоморе и несигурности, одлучује да им је потребна пауза.
Рос, повређен и помало пијан, одмах спава са Клои (Анђела Федерстоун), девојком из фотокопирнице, због чега Рејчел потпуно раскида са њим. Иако Фиби у почетку верује да осим сестре близнакиње Урсуле нема друге породице, сазнаје да има млађег полубрата, Френка Млађег (Ђовани Рибиси) и упознаје своју биолошку мајку, Фиби Абот (Тери Гар), током сезоне. Џои се заљубљује у своју глумачку партнерку Кејт (Дајна Мајер), али је љубоморан због тога што је она у вези са редитељем представе. Започињу кратку везу која се завршава када она прихвати посао у Лос Анђелесу.
Моника излази са милионером Питом Бекером (Џон Фавро), упркос томе што је у почетку није привлачио. Међутим, раскида са њим након што се озбиљно повредио покушавајући да постане шампион у ултимат фајтингу и одбија да одустане. Фиби сређује Росу састанак са својом пријатељицом Бони (Кристин Тејлор), подстичући Рејчелину љубомору. Рејчел покушава да саботира њихову везу наговоривши Бони да се обрије на ћелаво, а на крају признаје Росу да и даље гаји осећања према њему. Сезона се завршава тако што Рос мора да бира између Рејчел и Бони.

### 4. сезона
У првој епизоди четврте сезоне, Рос оставља Бони. Он и Рејчел су се накратко помирили након што се Рос претварао да је прочитао дугачко писмо које му је Рејчел написала. Међутим, Рос наставља да инсистира на томе да су њих двоје били на паузи када је спавао са Клои, па поново раскидају. Џои излази са Кети (Пеџет Брустер), девојком у коју се Чандлер заљубљује. Кети и Чандлер касније се љубе, што изазива драму између Чандлера и Џоија. Џои опрашта Чандлеру и дозвољава му да излази са Кети након што Чандлер проведе дан у кутији као казну. Чандлеров однос са Кети се завршава откривањем да га је преварила због свађе.
Фиби остаје без посла масерке након љубљења са једним клијентом, па са Моником креће да се бави кетерингом. Међутим, Моники је убрзо понуђено место главног кувара у ресторану Allesandro's након што им је дала негативну рецензију. Иако је у почетку била под притиском због тога што је нервирала колеге, Моника на крају утврди доминацију у кухињи. Фиби постаје сурогат мајка свом полубрату Френку и његовој жени Алис (Дебра Џо Рап).
Моника и Рејчел су приморане да мењају станове са Џоијем и Чандлером након што су изгубиле опкладу, али успевају да врате све на старо тако што их подмите сезонским картама Њујорк никса и једноминутним пољупцем између њих две, који није приказан. Након што јој шефица умре, Рејчел је уназађена на послу, али убрзо упознаје и креће да излази са муштеријом Џошуом (Тејт Донован). Рос почиње да се забавља са Енглескињом Емили (Хелен Баксендејл) и они се убрзо вере. Рејчел се бори да прихвати то и непромишљено предлаже Џошуи да се венчају, што он одбија. У финалу сезоне, екипа, изузев трудне Фиби и Рејчел, одлазе на Росово и Емилино венчање у Лондону. Чандлер и Моника спавају заједно, а Рејчел схвата да воли Роса и жури у Лондон да заустави његово и Емилино венчање, али одустаје кад их види срећне заједно. Говорећи своје завете, Рос каже Рејчелино име на олтару, уместо Емилиног, шокирајући своју невесту и госте.

### 5. сезона
Рос и Емили се ипак венчавају, али љута и понижена Емили бежи са свадбеног пријема. Рејчел убрзо изјављује љубав Росу, али схвативши колико је то сулудо, саветује га да поради на свом браку са Емили. Она се заљубљује у свог комшију Денија и они се кратко забављају, док она не схвати да је он превише близак са својом сестром. Моника и Чандлер покушавају да задрже своју везу у тајности. Фиби рађа тројке у 100. епизоди серије.
Након што је недељама покушавао да дође до ње, Емили пристаје да се она и Рос помире и да дође у Њујорк ако он прекине сваки контакт са Рејчел. Рос се слаже, али касније присуствује вечери са свим својим пријатељима, укључујући и Рејчел. Емили позива Роса и открива да је и Рејчел са њим, па схвата да му не верује. Ово завршава њихов брак. Рос избацује бес на послу, што доводи до тога да буде суспендован на неодређено из музеја. Он се усељава код Чандлера и Џоија, а после купује стан у згради преко пута њихове.
Рејчел се запошљава у Ralph Lauren-у. Фиби почиње везу са полицајцем Гаријем, након што је пронашла његову значку и користила је као своју, али убрзо раскидају. Моника и Чандлер објављују своју везу, на изненађење и одушевљење својих пријатеља. Одлучују да се венчају на путовању у Лас Вегас, али мењају план након што се пијани Рос и Рејчел венчају.

### 6. сезона
У првој епизоди 6. сезоне, Росов и Рејчелин брак се показује као грешка при пијанству, које се њих двоје једва сећају. Рос обећава Рејчел да ће тражити поништење брака, а затим потајно ништа не чини. јер не може да се суочи са три пропала брака. До тренутка када Рејчел открије да су још увек у браку, поништење је немогуће због њихове историје, па су принуђени да се разведу. Након што занемаре мноштво знакова да треба да се венчају, Моника и Чандлер одлучују да живе заједно, па се Рејчел сели код Фиби.
Џои добија нову цимерку, Џанин (Ел Макферсон). Они се заљубљују једно у друго и накратко излазе, док Џанин не говори Џоију да је Моника и Чандлер нервирају, па се њихова веза завршава. Џанин се исељава, па Џои доспева у финансијске проблеме и приморан је да се запосли у Central Perk-у. Убрзо добија улогу у серији кабловске телевизије под називом Мек и С. И.Р.. Рос добија посао предавача на Универзитету Њујорк и почиње да излази са студенткињом Елизабет (Александра Холден), иако је то против правила. Елизабетин отац Пол (Брус Вилис) је против везе, али почиње да излази са Рејчел. Обе везе се убрзо завршавају, прва због Елизабетине незрелости, а друга јер се претходно резервисани Пол емотивно отворио Рејчел и био је превише за њу.
Након пожара у Фибином и Рејчелином стану, Рејчел се усељава код Џоија, а Фиби код Чандлера и Монике. Чандлер планира да запроси Монику, а пред њом се претвара да не жели да се жени. Док су у отменом ресторану, Чандлерову планирану просидбу одлаже Ричард, Моникин бивши дечко, који се изненада појављује. Ричард касније говори Моники да још увек има осећања према њој и да жели да се венчају и имају децу. Моника се касније наљути на Чандлера, поверовавши у његову представу да не жели брак. Он верује да га је Моника оставила, све док се не врати у стан, где га Моника чека да га запроси. Пошто је осећања савладају, Чандлер наставља и проси је и она пристаје.

### 7. сезона
Седма сезона углавном прати Монику и Чандлера, који почињу да планирају своје венчање и наилазе на различите проблеме. Џоијева серија Мек и С. И.Р. је отказана, али му је понуђен повратак у Дане наших живота, тако што је речено да је његов лик био у коми четири године и да му је пресађен мозак другог лика. Фибин стан је реновиран, али сада, стицајем околности, има једну велику спаваћу собу уместо пређашње две, тако да Рејчел за стално остаје код Џоија. Рејчел је унапређена на послу и запошљава Тега Џоунса (Еди Кахил) као асистента јер је згодан, иако је недовољно квалификован. Тег открива њена осећања према њему на Дан захвалности и улазе у везу, кријући је од колега. Међутим, на свој 30. рођендан, Рејчел раскида са њим кад схвати да је Тег премлад и незрео за њу.
Неколико сати пре Моникиног и Чандлеровог венчања, он се успаничи и побегне, а Фиби и Рејчел у Моникином купатилу налазе позитиван тест трудноће. Оне претпоставе да је Моника трудна. Рос и Фиби налазе Чандлера и успеју да га убеде да се врати, али он накратко опет бежи након што чује Фиби и Рејчел како причају о тесту трудноће. Брзо се враћа, прихватајући идеју о очинству. Чандлер и Моника се венчавају, а Моника му потврђује да тест није њен. Нико не зна да је тест заправо Рејчелин.

### 8. сезона
Осма сезона почиње на Моникином и Чандлеровом свадбеном пријему. Фиби и Моника откривају да је тест Рејчелин и убеђују је да уради још један. Фиби прво лаже да је тест негативан, како би сазнала шта Рејчел мисли о трудноћи. Рејчел је разочарана када сазна да није трудна, па јој Фиби говори истину. Рејчел, Фиби и Моника се радују у купатилу. Прво се не зна које отац, да би се касније открило да је у питању Рос. Рејчел и Рос одлучују да задрже бебу, али не настављају своју романтичну везу. Рос започиње везу са Моникином колегиницом Моном (Бони Самервил).
Џои изводи Рејчел да умири њене страхове од мајчинства и схвата да гаји романтична осећања према њој. Потискујући своја осећања, он охрабрује Рејчел да остане у Росовом стану како би Рос био укључен у трудноћу. Све то је превише за Мону, која раскида са Росом. Џои говори Росу о својим осећањима према Рејчел. Рос је прво љут, али потом даје Џоију свој благослов. Џои признаје Рејчел да је воли, али му она не узвраћа осећања и они остају пријатељи. У болници, док се чека Рејчелин порођај, Росу мајка даје породични прстен јер жели да он ожени Рејчел. Он оклева да запроси Рејчел, али ипак узима прстен и ставља га у џеп јакне коју потом оставља у Рејчелиној болничкој соби.
Моника и Чандлер у болници одлучују да желе дете. Након дужег порођаја, током ког су бројне друге породиље, укључујући Џенис, одведене у порођајну салу, Рејчел рађа девојчицу Ему. Она остаје тужна и уплашена након што јој Џенис каже да Рос можда неће увек бити ту за њу и бебу. Џои теши Рејчел и док тражи марамице у Росовој јакни, из ње прстен пада на под. Он клекне да га подигне и у том положају се окрене ка Рејчел, држећи прстен. Рејчел помишља да је проси и пристаје. Истовремено, Рос иде ка Рејчел да је пита да ли жели да наставе везу.

### 9. сезона
Девета сезона почиње када Рос и Рејчел почињу да живе заједно са својом ћерком Емом, након што је неспоразум око просидбе разрешен. Моника и Чандлер покушавају да добију дете, али на путу им стоји неколико препрека: Чандлер пристаје на пословни трансфер у Талсу, док Моника прихвата посао главне куварице у новом ресторану. Након што не проведе Божић са Моником, Чандлер даје отказ и креће да се бави адвертајзингом. На крају, они сазнају да нису компатибилни и након разматрања неколико опција, одлучују да усвоје дете.
Фиби почиње да се забавља са Мајком Ханиганом, док он не открије да не жели опет да се жени. Она се потом поново виђа са бившим дечком Дејвидом, који планира да је запроси, али је Мајк проси први. Она их обојицу одбија, али се враћа Мајку, пошто јој је само била потребна потврда да имају заједничку будућност. Рејчел верује да колега Гавин (Дермот Малрони) хоће да јој отме посао док је на породиљском одсуству, па се враћа на посао раније. На својој рођенданској забави, открива да он гаји осећања према њој. Они се пољубе, али не настављају ништа због њене прошлости са Росом. Пошто је видео пољубац, Рос креће да излази са другим женама како би јој вратио.
Схвативши да је њена и Росова стамбена ситуација пречудна, Рејчел се са Емом сели код Џоија. Она се заљубљује у њега, али је повређена кад сазна да он излази са Чарли (Аиша Тајлер), новом професорком палеонтологије која се допада Росу. Група пријатеља путује у Барбадос у финалу сезоне, како би чули Росов говор на палеонтолошкој конференцији. Џои и Чарли раскидају пошто немају ништа заједничко. Џои потом сазнаје за Рејчелина осећања према њему, али јој говори да не могу да буду заједно због Роса. Међутим, након што је видео да се Рос и Чарли љубе, Џои одлази у Рејчелину хотелску собу и сезона се завршава тако што се њих двоје љубе.

### 10. сезона
Последња, десета сезона доводи до завршетка неколико дугогодишњих прича. Чарли раскида са Росом да би се вратила свом бившем дечку. Џои и Рејчел се боре са Росовим осећањима о њиховом односу и након катастрофалног покушаја вођења љубави, одлуче да би било најбоље да остану пријатељи. Након што их снежна мећава спречи да оду на место венчања, Фиби и Мајк се средином сезоне венчавају испред кафића Central Perk. Моника и Чандлер подносе захтев за усвајање детета и бира их млада Ерика (Ана Фарис). Они се припремају да се преселе у кућу у предграђу са децом, растужујући све, поготово Џоија, који се узрујава због промена у свом животу.
У завршници серије, Ерика рађа близанце, на изненађење Монике и Чандлера. Рејчел добија отказ на послу и прихвата нову понуду за посао у Паризу. Рос покушава да јој врати стари посао, тако што се тајно састаје и покушава да подмити њеног бившег шефа, али на крају одустаје након што схвати да је посао у Паризу Рејчелин посао из снова. Након што се Рејчел у сузама опрашта од свих осим Роса на својој опроштајној забави, повређен и љут Рос се суочава са Рејчел и они заједно спавају. Рејчел одлази, а Рос, схвативши колико је воли, јури за њом до аеродрома. Када дође до ње, Рејчел му говори да ипак мора да иде. Она улази у авион и креће да снима поруку за секретарицу на Росовом телефону, извињавајући му се због начина на који се све завршило, али на половини схвата да га воли и враћа се у последњем тренутку. Серија се завршава сценом где сви пријатељи, са Моникином и Чандлеровом децом, излазе из сада празног Моникиног стана и одлазе на последњу заједничку шољу кафе у Central Perk. Чандлер изговара последњу реченицу. Серија се завршава снимком празног Моникиног стана.

## Продукција

### Концепција
Говори о сексу, љубави, везама, каријерама, времену у животу када је све могуће. И говори о пријатељству, јер кад сте сами и у граду, ваши пријатељи су ваша породица.— Оригинална премиса коју су Крејн, Кауфманова и Брајт користили за представљање серије NBC-у.
Дејвид Крејн и Марта Кауфман започели су развијање три нова телевизијска пилота који би се премијерно емитовали 1994. године, након што је CBS отказао њихову серију Породични албум 1993. године. Кауфманова и Крејн одлучили су да серију о „шест људи у 20-има који се сналазе на Менхетну” представе NBC-у, јер су сматрали да ће се тамо најбоље уклопити. (Филмски редитељ и сценариста Камерон Кроу је тврдио да је концепт настао тако што је Warner Bros. Television желела да његов филм Самци из 1992. претвори у телевизијску серију. Кроу наводи да, након што је он то одбио, идеју су преузели Крејн и Кауфманова, који су променили неке детаље премисе филма док су развијали серију.)
Крејн и Кауфманова су идеју представили свом продукцијском партнеру Кевину Брајту, који је био извршни продуцент у њиховој серији Настави да сањаш емитованој на мрежи HBO. Идеја за серију је дошла када су Крејн и Кауфманова почели да размишљају о времену када су завршили колеџ и започели самостално да живе у Њујорку. Кауфманова је веровала да причају о времену када је будућност била „више под знаком питања.” Сматрали су да је концепт занимљив, јер су веровали да „сви знају тај осећај” и зато што је то био начин како су се и они осећали у вези својих живота у то време. Тим је назвао серију Инсомнија кафе и на седам написаних страница презентовао је NBC-у у децембру 1993. године.
У исто време, Ворен Литлфилд, тадашњи председник NBC Entertainment-a, трагао је за комедијом у којој млади људи живе заједно и деле трошкове. Литлфилд је желео да група подели незаборавне периоде свог живота са пријатељима, који су постали „нови, сурогат чланови породице.” Међутим, Литлфилд је имао потешкоћа у оживљавању тог концепта и оценио је да су сценарији које је NBC развио ужасни. Када су Кауфманова, Крејн и Брајт представили Кафе Инсомнија, Литлфилд је био импресиониран тиме што су знали ко су њихови ликови заиста. NBC је ту идеју купио као пилот епизоду, ризикујући новчане казне ако пилот не буде снимљен. Кауфмановој и Крејну било је потребно три дана да напишу пилот сценарио за серију под називом Пријатељи попут нас. Литлфилд је хтео да серија „представи генерацију  и истражи нову врсту групног везивања”, али остали се нису сложили. Крејн је тврдио да то није серија за једну генерацију и желео је да произведе серију коју би сви уживали гледати. NBC-у се свидео сценарио и наручили су серију. Променили су наслов у Шест у један, углавном зато што су сматрали да Пријатељи попут нас превише подсећа на наслов ABC-ог ситкома Ови моји пријатељи.

### Избор глумаца
Када је постало очигледно да је серија фаворизовани пројекат NBC-а, Литлфилд је изјавио да је примао позиве од свих агената у граду, који су желели да баш њихов клијент буде део серије. Аудиције за главне улоге одржане су у Њујорку и Лос Анђелесу. Кастинг директори су за сваку улогу број од 1000 пријављених глумаца смањили на 75. Они који су добили повратни позив поново су читали сценарио испред Крејна, Кауфманове и Брајта. Крајем марта број потенцијалних глумаца смањен је на три или четири за сваку улогу, а од њих се тражило да читају пред Леслијем Мунвесом, тадашњим председником Warner Bros. Television.
Пошто су већ сарађивали са Дејвидом Швимером у прошлости, творци серије писали су лик Роса имајући њега на уму и он је био први одабрани глумац. Он тада није био заинтересован за поновни рад на телевизији, али је прихватио улогу након што је сазнао да се ради о серији ансамбла. Месец дана касније, Лиса Кудроу је изабрана за лик Фиби, након што се продуцентима свидео њен лик конобарице Урсуле у серији Луд за тобом. Кортни Кокс је желела да игра лик Монике јер јој се допао „снажан” лик, али продуценти су имали на уму да глуми Рејчел због њене „веселе, живахне енергије”, што није како су замишљали Монику. Након аудиције Коксове, Кауфманова се ипак сложила са њом и она је добила улогу Монике. Иако је првобитно разматрана за Монику, Џенифер Анистон је била на аудицији за лик Рејчел. Она је у то време била ангажована у CBS-овој серији Muddling Through, а према уговору са CBS-ом, сваки рад на Пријатељима би пао у други план. Она је ипак одабрана да тумачи Рејчел, јер је Литлфилд исправно претпоставио да ће Muddling Through бити неуспех, па ће Анистонова моћи да игра у Пријатељима. Кад је Мет Лебланк био на аудицији за улогу Џоија, он је лику дао „другачији преокрет”. Играо је Џоија једноставнијег него што је то било замишљено и дао је лику срце. Иако Крејн и Кауфманова у то време нису желели Лебланка за улогу, NBC им је рекао да га изаберу. Крејн је сматрао да ће одабрати глумца за лик Чaндлера бити најлакше, али показало се другачије. Метју Пери је затражио аудицију за лик Чандлера, јер се идентификовао са њим, али је одбијен јер је већ био ангажован у пилоту серије LAX 2194. Међутим, након што су продуценти схватили да та серија неће бити наручена, он је позван на аудицију и добио је улогу. Многе глумце који су се појавили на кастингу, Лесли Мунвес је описао као „превише театралне” за комедију, а Крејн је рекао да су шест изабраних глумаца били једини који су „растурили”.
Догодило се више промена у причама серије током процеса кастинга. Ликови Чандлера и Фиби су првобитно имали мању улогу и служили су само за додавање хумора осталим главним ликовима. Када се кастинг завршио, постали су равноправни чланови главне групе. Сценаристи су открили да ликове које су написали морају да прилагоде глумцима, а процес откривања ликова одвијао се током прве сезоне. Кауфманова је признала да је Џоијев лик постао „потпуно ново биће” и да „све до прве епизоде за Дан захвалности, нисмо схватили колико су Моникине неурозе забавне.”

### Писање
У недељама након што је NBC одобрио снимање Пријатеља, Крејн, Кауфманова и Брајт су прегледали послате сценарије које су сценаристи првобитно припремили за друге серије, углавном непродуциране епизоде серије Сајнфелд. Кауфманова и Крејн су ангажовали тим од седам младих писаца, јер „када имаш 40 година, не можеш то више. Мреже и студији траже младе који долазе са факултета.” Творци су сматрали да ће им подједнака истакнутост шест једнаких ликова, уместо истицање једног или два, омогућити „безброј прича и дати серији гране.” Већина идеја о причи потиче од писаца, мада су и глумци додавали идеје. Иако су писци првобитно планирали да велика љубавна прича буде између Џоија и Монике, идеја о романтичној вези између Роса и Рејчел појавила се када су Кауфманова и Крејн писали пилот сценарио.
Током продукције пилот епизоде, NBC је затражио да се сценарио промени тако да садржи једну доминантну причу и неколико мањих, али писци су то одбили, желећи да задрже три приче једнаке тежине. NBC је такође желео да писци додају старији лик како би уравнотежио младе. Крејн и Кауфманова били су приморани да пристану и написали су нацрт ране епизоде у којој је био приказан лик полицајца Пета, који би пружао савете осталим ликовима. Крејн је сматрао да је прича ужасна, а Кауфманова се нашалила: „Знате ли дечју књигу Зека Пет? Ми смо имали полицајца Пета.” NBC је на крају попустио и одустао од идеје.
Сваког лета, продуценти би радили „костур” прича за наредну сезону. Пре него што би епизода кренула у продукцију, Кауфманова и Крејн прегледали би сценарио који је написао други писац, углавном ако би се нешто што се тицало серије или лика учинило чудним. Најтеже епизоде за писање биле су прва и последња епизода сваке сезоне. За разлику од других прича, идеја о вези између Џоија и Рејчел одлучена је на половини осме сезоне. Творци нису желели да се Рос и Рејчел помире тако брзо и док су тражили нову романтичну препреку, један писац је предложио Џоијево романтично интересовање за Рејчел. Прича је убачена у сезону, међутим, када су се глумци уплашили да ће та прича учинити њихове ликове недопадљивима, прича је завршена, све док се поново није појавила у финалу сезоне. За девету сезону, писци нису били сигурни око количине приче коју би требало дати Рејчелиној беби, јер нису желели ни да се серија врти око бебе ни да се претварају да је нема. Крејн је рекао да им је било потребно времена да прихвате идеју о десетој сезони, коју су одлучили да ураде јер им је преостало довољно прича да оправдају сезону. Кауфманова и Крејн не би се вратили за једанаесту сезону, чак ни да су сви глумци желели да наставе.
Формат наслова свих епизода, „The One…” („Она…”), настао је када су продуценти схватили да наслови епизода неће бити представљени у уводној шпици и да ће стога бити непознати већини публике. Наслови свих епизода званично почињу са „The One Where…” („Она где…”) или „The One With…” („Она са…”) у највише случајева, осим наслова пилот епизоде, „The Pilot” („Пилот”) и финала серије, „The Last One” („Она последња”).

### Снимање
Прва сезона снимљена је у студију 5 Warner Bros. студија у Бербанку, Калифорнија. Руководиоци NBC-а бринули су се да је поставка у кафићу превише модерна и хипстерска и тражили су да серија буде смештена у ресторану, али су на крају пристали на концепт кафића. Уводна шпица снимљена је код фонтане на ранчу Warner Bros.-а у 4 ујутро, док је било посебно хладно за јутро у Бербанку. На почетку друге сезоне, продукција се преселила у већи студио 24, који је након финала серије преименован у „The Friends Stage”. Снимање серије почело је током лета 1994. године пред публиком уживо у студију, којој је дат сажетак серије да се упознају са шест главних ликова. Унајмљени комичар забављао је студијску публику између кадрова. Свака епизода од 22 минута снимана је око 6 сати (двоструко више него у већини других ситкома) углавном због многих понављања сцена и преправљања сценарија.
Иако су продуценти увек желели да пронађу праве приче како би искористили предност локације, Пријатељи никада нису снимани у Њујорку. Брајт је сматрао да снимање изван студија чини епизоде мање смешним, чак и приликом снимања на екстеријерима унутар студија, те да је жива публика саставни део серије.
Највећи део серије се одвија у кафићу Central Perk и становима Монике и Џоија. Кауфманова и Брајт желели су да Central Perk „подсећа на удобну, опуштену дневну собу”. У првој сезони, иза замућених прозора Central Perk-а је стајала насликана позадина. Кад се серија преселила у већи студио у другој сезони, изграђена је и улица иза, где су снимане неке сцене. Моникин (и Рејчелин) стан је уређен као да су га „сређивали 20-годишњаци са веома ограниченим буџетом, који су ипак желели да има нешто стила, купујући намештај на гаражним распродајама и у продавницама половне робе.” Резултат је био „еклектичан простор где се ништа није уклапало, али ипак је све ишло једно уз друго”. Када је серија критикована због погрешног приказивања Њујорка, с обзиром на то да група пријатеља са сталним финансијским проблемима може себи приуштити огромне станове на Менхетну, Брајт је напоменуо да сет мора бити довољно велик за камере, осветљење и „да би публика могла видети шта се догађа”. Станови су такође морали бити довољне величине како би глумци могли извести написане комичне ситуације.
Финале четврте сезоне снимљено је у Лондону јер су продуценти били свесни популарности серије у Уједињеном Краљевству. Сцене су снимане у студију са три публике, а сваку је чинило 500 људи. Ово је била највећа публика серије током целе њене историје. Финале пете сезоне, смештено у Лас Вегасу, снимљено је у студију Warner Bros.-а, иако је Брајт срео људе који су мислили да је заиста снимано у Лас Вегасу.

## Финале серије
Творци серије завршили су први нацрт једносатног финала у јануару 2004. године, четири месеца пре његовог оригиналног емитовања. Крејн, Кауфманова и Брајт су гледали финала других ситкома како би припремили садржај епизоде, обраћајући пажњу на то шта је у њима функционисало, а шта није. Свидели су им се они завршеци који су остали верни серији, наводећи финале Мери Тајлер Мур шоу као златни стандард. Крејн, Кауфманова и Брајт имали су потешкоћа при писању последње епизоде. Нису желели да ураде „нешто високог концепта, нити да извуку серију из саме серије.” Најважнији делови финала снимљени су без публике и са минималним бројем чланова екипе. Глумцима се свидео крај и били су уверени да ће се и обожаваоцима допасти.
Управо је оно чему сам се надао. Сви завршавамо са осећајем новог почетка и публика има осећај да је то ново поглавље у животима свих ових ликова.— Дејвид Швимер о крају серије.
NBC је у великој мери промовисао финале серије, којем су претходиле недеље медијског лудила. Локалне филијале NBC-а организовале су журке за гледање финала широм САД, укључујући и догађај на Universal CityWalk-у који је обухватао посебну пројекцију последње епизоде на Astrovision екрану напољу. Последња епизода је била тема две епизоде Dateline NBC, од којих је једна трајала два сата. Пре емитовања последње епизоде приказана је једночасовна ретроспектива клипова из претходних епизода. Након финала, уследила је емисија The Tonight Show with Jay Leno снимљена на сету кафића Central Perk, а гости су били глумци серије. Рекламе током емитовања финала у просеку су коштале два милиона долара за 30 секунди, оборивши рекорд који је финале серије Сајнфелд држало до тада.
У САД је 52,5 милиона гледалаца гледало последњу епизоду емитовану 6. маја 2004, што је чини најгледанијим забавним телевизијским преносом од последње епизоде Сајнфелда 1998. године. Иако није најгледанија епизода серије, финале је било пето најгледаније финале серије у историји телевизије, иза финала серија M*A*S*H, Кафић Уздравље, Бегунац и Сајнфелд. Ретроспективну епизоду гледало је мање од 36 милиона гледалаца, а финале је био други најгледанији телевизијски пренос године у САД, иза Супербоула. Данас се често сврстава у најбоље крајеве ТВ серија икада. Након финала серија Пријатељи и Фрејжер, медијски критичари нагађали су о судбини жанра ситкома. Изнесена мишљења варирала су између сигнализације краја жанра ситкома, малог пада у великој историји жанра и општег смањења сценаризоване телевизије у корист ријалити-шоу емисија.

## Пријем

### Критички пријем
Првобитне рецензије серије су биле помешане. Прве епизоде имају Metacritic резултат 65 од 100, заснован на 24 огледованих критика, што указује на „углавном повољне критике”. Том Феран из новина The Plain Dealer написао је да се серија „нејасно и мање успешно поиграва са стилом дружења из Сајнфелда”, док ју је Ен Хоџс из Houston Chronicle-а назвала „новим Сајнфелдом у покушају, али никада неће бити смешна као Сајнфелд”. У Los Angeles Daily News-у, Реј Ричмонд назвао је серију „једном од најведријих комедија нове сезоне”, а Los Angeles Times назвао ју је „без сумње најбољом хумористичком серијом нове сезоне.”
Џини Холберт из Chicago Sun-Times-а сматрала је да су Џоијеве и Рејчелине карактеристике неразвијене, док је Ричмонд прокоментарисао глумачку поставу као „допадљив, млади ансамбл са добром хемијом”. Роберт Бјанко из USA Today-а је похвалио Швимера, назвавши га „изванредним”. Похвалио је и главне глумице, али био је забринут што је лик Чандлера који је тумачио Пери био „недефинисан” и што се Лебланк „превише ослањао на исту рутину глупости која је након другог покушаја већ постала заморна.” Писци књиге Пријатељи попут нас: Незванични водич кроз Пријатеље сматрали су да се глумачка екипа у почетку „превише трудила”, посебно Пери и Швимер.
Како је серија напредовала, критике су постале све позитивније, а Пријатељи су постали један од најпопуларнијих ситкома свог времена. Сада се често сврставају у најбоље ТВ серије свих времена. Критичари су похвалили серију због конзистентног бритког писања и хемије између главних глумаца. Ноел Холстон из Newsday-а, који је 1994. године пилот прокоментарисао као „баш Сајнфелд у покушају”, одбацио је своју ранију рецензију након поновног гледања епизоде и хтео је да напише писмо извињења сценаристима. Хедер Хаврилески са веб-сајта Salon.com мислила је да је серија „погодила ноту” у другој сезони. Хаврилескова је сматрала да специфичне шале и ситуације везане за сваког лика „могу поуздано гласно насмејати свакога више пута током једне епизоде”, а квалитет писања омогућио је да приче буду „оригиналне и иновативне”. Бил Картер из The New York Times-а назвао је осму сезону „заиста запањујућим повратком”. Картер је мислио да је „генерисањем нових врелих прича и смехом са високим децибелом серија учинила повратак у срца својих обожавалаца”. Међутим, Лиен Бонин из Entertainment Weekly-а сматрала је да је смер девете сезоне био „разочаравајућ”, критикујући је због сталних гостујућих појављивања познатих личности и продуживања трајања на неоправдан начин. Иако разочарана сезоном, Бонинова је приметила да је „писање још увек бритко”. Хаврилескова је мислила да је десета сезона „алармантно ужасна, много гора него што бисте икада замислили да би била серија која је некада била тако добра”. Пријатељи су били на листи „100 најбољих ТВ серија свих времена” часописа Time, уз коментар: „Добро скривана тајна ове серије је била у томе што се звала Пријатељи, а у ствари се радило о породици”.
Рецензије финала серије биле су мешане. Бјанко је описао финале као забавно и задовољавајуће и похвалио га је због вештог мешања емоција и хумора, наглашавајући сваку од звезда. Сара Родман из Boston Herald-а похвалила је Анистонову и Швимера због њихове глуме, али сматрала је да је поновно спајање њихових ликова било „мало превише чисто, чак и ако је то оно што хорде обожавалаца серије жели.” Роџер Кетлин из Hartford Courant-а сматрао је да ће придошлице серији бити „изненађене недостатком хумора и како свака шала зависи о разини глупости ликова.” Кен Париш Перкинс, пишући за Fort Worth Star-Telegram, истакао је да је финале „више дирљиво него комично, више задовољавајуће у смислу завршетка него урнебесно смешно.”
Можда није било могуће да било која епизода испуни лудило и очекивања финала Пријатеља, али овај час вероватно се приближио колико су се фанови могли оправдано надати. Коначно, двосатни пакет урадио је управо оно што је требало. Заокружио је причу, подсетивши нас зашто нам се свидела серија и зашто ће нам недостајати.— Роберт Бјанко из USA Today-а о последњој епизоди серије

### Гледаност
Табела испод приказује гледаност Пријатеља у САД, где се константно током десет година емитовања налазила међу десет најгледанијих телевизијских програма на крају године. „Ранг” означава место на ком су се Пријатељи нашли по гледаности у поређењу са другим телевизијским серијама које су емитоване током ударног термина одговарајуће телевизијске сезоне. „Гледаоци” означава просечан број гледалаца за све оригиналне епизоде, емитоване током телевизијске сезоне у редовном термину серије. „Прва епизода” је датум емитовања прве епизоде сезоне, а „Последња епизода” је датум када је емитована последња епизода сезоне. За сада су Пријатељи последњи ситком који је достигао 1. место на телевизији, јер су његови наследници Место злочина: Лас Вегас, Амерички идол, NBC фудбал недељом увече и Морнарички истражитељи. Након напада 11. септембра 2001. године, гледаност је порасла за 17% у односу на претходну сезону. Најгледанија епизода серије је „Она после Супербоула” из 2. сезоне (52,9 милиона гледалаца).
| Сезона | Термин                                                             | Прва епизода        | Последња епизода | ТВ сезона  | Ранг | Гледаоци (у милионима) | Најгледанија епизода                             | Најгледанија епизода   |
| Сезона | Термин                                                             | Прва епизода        | Последња епизода | ТВ сезона  | Ранг | Гледаоци (у милионима) | Наслов                                           | Гледаоци (у милионима) |
| ------ | ------------------------------------------------------------------ | ------------------- | ---------------- | ---------- | ---- | ---------------------- | ------------------------------------------------ | ---------------------- |
| 1.     | Четвртком у 20.30 (епизоде 1—16) Четвртком у 21.30 (епизоде 17—24) | 22. септембар 1994. | 18. мај 1995.    | 1994—95.   | 8    | 24,3                   | „Она кад Рејчел сазна”                           | 31,3                   |
| 2.     | Четвртком у 20                                                     | 21. септембар 1995. | 16. мај 1996.    | 1995—96.   | 3    | 29,4                   | „Она после Супербоула”                           | 52,9                   |
| 3.     | Четвртком у 20                                                     | 19. септембар 1996. | 15. мај 1997.    | 1996—97.   | 4    | 24,9                   | „Она где Чандлер не може да се сети која сестра” | 29,8                   |
| 4.     | Четвртком у 20                                                     | 25. септембар 1997. | 7. мај 1998.     | 1997—98.   | 4    | 24,0                   | „Она с Росовим венчањем”                         | 31,6                   |
| 5.     | Четвртком у 20                                                     | 24. септембар 1998. | 20. мај 1999.    | 1998—99.   | 2    | 23,5                   | „Она након што Рос каже Рејчел”                  | 30,9                   |
| 6.     | Четвртком у 20                                                     | 23. септембар 1999. | 18. мај 2000.    | 1999—2000. | 5    | 20,7                   | „Она с просидбом”                                | 30,7                   |
| 7.     | Четвртком у 20                                                     | 12. октобар 2000.   | 17. мај 2001.    | 2000—01.   | 5    | 20,2                   | „Она с Моникиним и Чандлеровим венчањем”         | 30,1                   |
| 8.     | Четвртком у 20                                                     | 27. септембар 2001. | 16. мај 2002.    | 2001—02.   | 1    | 24,5                   | „Она где Рејчел добија бебу”                     | 34,9                   |
| 9.     | Четвртком у 20                                                     | 26. септембар 2002. | 15. мај 2003.    | 2002—03.   | 2    | 21,8                   | „Она где нико никог не проси”                    | 34,0                   |
| 10.    | Четвртком у 20                                                     | 25. септембар 2003. | 6. мај 2004.     | 2003—04.   | 4    | 22,8                   | „Она последња”                                   | 52,5                   |

### Награде
Како би задржали формат ансамбла, главни глумци су одлучили да улазе у исте глумачке категорије за награде. Почевши од осме сезоне серије, глумци су се пријављивали у категорију главних глумаца, а не споредних. Серија је номинована за 62 награде Еми за ударне термине, освојивши шест.
Анистонова и Кудроуова су једине из главне глумачке поставе које су освојиле Емија, док је Коксова једина која није била номинована. Серија је освојила награду Еми за најбољу хумористичку серију 2002. године, а номинована је и 1995, 1996, 1999, 2000. и 2003. године. Серија је такође освојила једну Америчку комедијску награду, једну медијску награду , једну награду Златни глобус, три награде Логи, шест награда по избору публике, једну награду Сателит и једну награду Удружења филмских глумаца.

### Синдикација
Због прихода од синдикације, Пријатељи још увек генеришу око милијарду долара годишње Warner Bros.-у, што значи око 20 милиона америчких долара годишње за главне глумце, који добијају 2% прихода од синдикације.
Све епизоде су 1. јануара 2015. године постале доступне на стриминг платформи Netflix, чиме је серија представљена новој генерацији. Рејтинзи реприза серије у Уједињеном Краљевству 2015. године су повећани за око 10% годишње. Недељна публика реприза у САД 2016, не укључујући стриминг, од 16 милиона гледалаца учинила би серију хитом на мрежној телевизији када би још увек била у продукцији. У САД, серија има договоре о синдикацији са више мрежа, укључујући Nick at Nite, TBS и Paramount Network. У јулу 2019. године, објављено је да почетком 2020. године Пријатељи више неће бити доступни на Netflix-у у САД и да прелазе на нову стриминг платформу HBO Max у власништву  која је доступна од 27. маја 2020. године.

## Културни утицај
Иако су продуценти мислили да су Пријатељи „само ТВ серија”, психолози су истраживали културни утицај серије током њеног трајања. Серија се данас сматра културним феноменом и написано је више књига о њој и њеном утицају. Првобитна фризура коју је носила Џенифер Анистон у улози Рејчел названа је „Рејчелка” и копирана је широм света. Утицај на моду 1990-их имали су и тексас топови без рукава и други одевни комади које су Анистонова и остали глумци носили у серији. Џоијева крилатица „Како си ми?” (енгл. How you doin'?) постала је популарни део западног енглеског сленга и често се користи при упознавању жена или приликом сусрета са пријатељима. Серија је утицала и на енглески језик, према студији Универзитета у Торонту, која је утврдила да ликови користе наглашену реч „тако” да би модификовали придеве чешће него било који други интензификатор. Иако је преференција већ прешла у амерички народни говор, могуће је да је употреба у серији убрзала промену. Чандлерова навика да реченице остави незавршенима како би нагласио сарказам такође је имала велики утицај на гледаоце.
Пријатељи су такође заслужни за помоћ у учењу енглеског језика ученицима који га уче као страни језик. Анкета Каплан међународних факултета из 2012. године открила је да је више од четвртине (26%) студената навело ситком као најбољу емисију за помагање у побољшању знања енглеског језика. Истакнути појединци који су такође рекли да им је ситком помогао да науче енглески су Јирген Клоп, менаџер ФК Ливерпул, Ар-Ми, члан бенда BTS и белгијски професионални голфер Томас Питерс.
Кафић Central Perk, једна од главних локација серије, део је Warner Bros.-ове холивудске туре по студијима. Људи се понекад вере на каучу, а многи туристи плачу док седе на њему. Кафић је инспирисао разне имитације широм света. Године 2006, ирански бизнисмен Мојтаба Асадиан покренуо је франшизу Central Perk, региструјући име у 32 земље. Декор кафића инспирисан је серијом, а садржи реплике кауча, бара, неонских натписа и цигли. У кафићима се налазе и слике разних ликова из серије, а телевизори приказују епизоде серије. Џејмс Мајкл Тајлер, који је у серији глумио Гантера, менаџера Central Perk-а, присуствовао је свечаном отварању кафеа у Дубаију, у којем је радио као конобар.  је обновљен као део музејског експоната у Warner Bros. студијима, а приказан је у Шоу Елен Деџенерес у октобру 2008. године. Џенифер Анистон посетила је сет први пут од финала серије 2004. године. Од 24. септембра до 7. октобра 2009. године, Central Perk-ова реплика се налазила у улици Бродвик, Сохо, у Лондону. Кафић је купцима продавао праву кафу и садржао је пригодне реквизите, нпр. трофеј Купа Гелерових из треће сезоне. У Пекингу, власник предузећа Du Xin отворио је кафић назван Central Perk у марту 2010. године. У Индији постоји шест тематских кафића, који се налазе у Чандигару, Колкати и Западном Бенгалу који садржи многе предмете из оригиналне серије, укључујући Чандлерову и Џоијеву статуу паса, наранџасти кауч, Моникина љубичаста врата и Фибин розе бицикл. Остала три кафића налазе се у Делхију, Бубанешвару и Пуни. У Пакистану постоје два кафића, један у Лахору, а други у Пешавару. Оба кафића имају иконичан кауч, сто за гитару и фудбал, цитате из серије залепљене на зидовима, па чак и приказивање епизода на пројектору. Године 2016, отворена је реплика Central Perk-а у Сингапуру. То је једини Central Perk на ком Warner Bros. има права интелектуалне својине, изван САД. Кафић такође садржи меморабилије и реквизите који су коришћени у серији. У Србији, Central Perk кафић отворен је у јулу 2019. године у Зрењанину. Кафић садржи реплике Central Perk-а, Моникине кухиње и дневне собе, као и штанд за сликање, док је локал облепљен сликама глумаца. У августу 2019. године објављено је да Lego избацује сет коцки Central Perk, поводом 25. годишњице серије.
Моникин стан послужио је као инспирација многим другим „првим становима”, инспиришући младе да „буду авантуристи у декорисању.” Жути рам око шпијунке на Моникиним вратима постао је један од симбола серије и његове реплике се могу купити на интернету.  је 2019. године рекреирала Моникину дневну собу помоћу 37 комада намештаја које имају у својој понуди, а Lego је 2021. избацио сет коцки Моникиног и Рејчелиног, као и Џоијевог и Чандлеровог стана. Радња једне од епизода 6. сезоне врти се око Рејчелине куповине апотекарског стола у Pottery Barn-у. Представник компаније изјавио је да се „телефони усијају сваки пут кад се та епизода репризира”, а Pottery Barn је 2019. избацио колекцију производа поводом 25. годишњице серије, укључујући и реплику апотекарског стола.
Пријатељи су такође развили алтернативни породични начин живота, представљајући младе који живе неконвенционалним животима. Представља идеју да „све што вам је потребно су добри пријатељи” и да се породица може изградити кроз сопствени избор. Публика се може поистоветити са ликовима због њихове различитости, као и кроз проблеме који се виђају у недељним епизодама. Показује нови начин живота и развијање односа какви се обично не виде у конвенционалном друштву. Према стручњаку за поп културу са Универзитета у Буфалу, Пријатељи су „једна од ретких серија које су обележиле промену у америчкој култури”. Приказ младих и њихових улога у друштву су боље дефинисане и представљају животни стил који се усредсређује на стварање и одржавање односа између пријатеља који воде своје животе и траже помоћ једни од других.
Веб-сајт Vox је објавио да су Пријатељи значајно утицали на стварање других „ситкома о дружењу”, са групама одраслих пријатеља који су смешни и имају сличне карактерне особине. Један пример тога је серија Како сам упознао вашу мајку, за коју је The Guardian-ов ТВ и радио блог напоменуо да са Пријатељима дели још и локацију — Менхетн. Други примери су Штребери, Нова девојка и Срећни крајеви. Пријатељи су такође хваљени због отворености према сексу, што је такође имало утицаја на касније ситкоме. Веб-сајт Mic је напоменуо да је серија „тихо померила границе по питању секса и трајно променила начин на који се прича о сексу на телевизији”, док је у журналу Америчке академије за педијатрију серија наведена као „здрав сексуални едукатор, који може да помогне унапређењу знања младих о сексу”. Пријатељи су добили признање и због покривања разних тема као што су истополни брак, неплодност, усвајање, сурогат мајчинство и самохрано родитељство.
Читаоци TV Guide-а прогласили су глумачку екипу Пријатеља најбољом комедијском поставом свих времена, са 29% гласова, победивши Сајнфелд са 18% гласова. Анкета коју су спровели 60 Minutes и Vanity Fair именовала је Пријатеље трећим највећим ситкомом свих времена. Године 2014, Mundo Estranho прогласио је серију најбољом ТВ серијом свих времена. У истраживању The Hollywood Reporter-а из 2015. спроведеном међу 2800 глумаца, продуцената, редитеља и других људи из индустрије, већина је рекло да су им Пријатељи апсолутно омиљена серија.

## Специјал окупљања
је 12. новембра 2019. објавио да Warner Bros. развија жељно ишчекивано окупљање Пријатеља за HBO Max у ком ће се на окупу наћи цела глумачка постава и творци. HBO је 21. фебруара 2020. године потврдио да ће специјал без сценарија, прелиминарно назван The One Where They Got Back Together, бити објављен у мају исте године на HBO Max-у, заједно са свих 236 епизода серије, а главни глумци су ово објавили тако што су на друштвену мрежу Instagram сви истовремено објавили заједничку слику уз опис „It's happening…” (срп. Догађа се…). Међутим, 18. марта 2020. објављено је да је специјал, који је требало да буде снимљен на „The Friends Stage” 23. и 24. марта, одложен на неодређено време, због пандемије ковида 19. У новембру 2020, Метју Пери је на Twitter-у написао да би снимање требало да почне у марту 2021. године. Специјал је снимљен у априлу 2021. године пред уживо публиком. Тизер трејлер је објављен 13. маја 2021, званично најавивши Пријатељи: Поново заједно, а званични трејлер је објављен 19. маја. Специјал приказује главне глумце како посећују сетове серије, читају најпознатије сцене, учествују у квизу о серији и причају о њој са водитељем Џејмсом Корденом. Такође су се појавили творци серије, глумци који су гостовали, као и познате личности које су фанови. Објављен је 27. маја 2021. године на HBO Max-у у САД и истог дана на HBO Go-у у Србији. Примио је углавном позитивне критике. У јулу 2021, објављено је да је специјал номинован за четири награде Еми.

## Приказивање
Након што је произведени пилот испунио наде NBC-а, серија је премијерно приказана, под називом Пријатељи, 22. септембра 1994. године, у жељном термину четвртком у 20.30 часова. Пилот епизода је емитована између серија Луд за тобом и Сајнфелд, а гледало ју је готово 22 милиона америчких гледалаца. Серија је била огроман успех током читавог трајања и била је један од главних NBC-јевих програма четвртком увече. Када је Крејн рекао новинарима 2001. године да је девета сезона могућа, критичари су веровали да измишља и да се бар два главна глумца неће вратити. Када је потврђено да ће се Пријатељи вратити за девету сезону, вести су углавном биле о количини новца (7 милиона долара по епизоди) која је била потребна да се серија врати за нову сезону.
После годину дана очекивања да ће девета сезона бити последња, NBC је крајем децембра 2002. године потписао споразум о враћању серије за последњу, десету сезону. Креативни тим серије није желео да продужи преговоре за следећу годину и хтео је да почне са писањем остатка епизода девете сезоне и потенцијалног финала серије. NBC је пристао да плати 10 милиона долара Warner Bros.-у за продукцију сваке епизоде десете сезоне, што је највиша цена у историји телевизије за получасовну серију. Иако NBC није успео да добије довољно прихода од реклама како би покрио трошкове, серија је била саставни део распореда четвртка увече, који је другим телевизијским серијама донео високу гледаност и профит. Глумци су захтевали да се број епизода десете сезоне смањи са уобичајених 24 на 18, како би им се омогућило да раде на другим пројектима.
Јесени 2001. године Warner Bros. Domestic Cable је склопио договор са сестринском мрежом TBS (обе су у власништву Time Warner-а) ради емитовања серије у репризној синдикацији. Warner Bros. је објавио да је продао додатна кабловска права Пријатеља каналу Nick at Nite (Nickelodeon-ов блок/канал за одрасле) који је почео да емитује серију у јесен 2011. године. Очекивало се да ће Warner Bros. из договора зарадити 200 милиона долара од лиценцних накнада и оглашавања. Nick at Nite је плаћао 500 хиљада долара по епизоди да би емитовао епизоде после 18 часова до јесени 2017. године. Пријатељи су у синдикацији до 2005. године зарадили четири милиона долара по епизоди (укупно 944 милиона долара).
Од 5. марта 2012. локалним емитерима доступне су верзије свих 236 епизода серије у високој резолуцији. За ремастеризоване епизоде, Warner Bros. је обновио претходно изрезане слике на левој и десној страни екрана, како би користио цео оквир широког екрана 16: 9. Међутим, како серија није снимана за широки екран, проблеми у изрезивању настају у неким кадровима где су информације са врха и дна екрана уклоњене и у неким проширеним кадровима се виде ивице сета, озвучење и дублери главних глумаца. Netflix је додао свих десет сезона Пријатеља у високој резолуцији свом стриминг сервису у САД 1. јануара 2015. године.
Серија је приказана у око 100 држава широм света и синхронизована је на бројне језике.

## Кућни видео

### Стриминг
У октобру 2014, председник и главни извршни директор Warner Bros.-а, Кевин Тсујихара, објавио је да је компанија лиценцирала права на стриминг у Северној Америци свих десет сезона Пријатеља Netflix-у, у споразуму за који се говори да вреди око 500 хиљада долара по епизоди, тј. око 120 милиона долара укупно. Серија је постала доступна на Netflix-у 1. јануара 2015. године. Netflix је приказао верзије које су емитоване на NBC-у, а не дуже међународне верзије, као што је дискутовано у наставку. Серија је у САД напустила Netflix 1. јануара 2020. године због преласка на HBO Max, где су све епизоде постале доступне 27. маја исте године.

### Блу-реј и ДВД
Свих десет сезона су објављене на ДВД-има појединачно и као целина. Свако издање регије 1 садржи посебне додатке и представљено је у горе наведеним оригиналним међународним верзијама емитовања, мада су издања регије 2 онаква каква су емитована у тој држави. У првој сезони, свака епизода је ажурирана корекцијом боја и побољшањем звука. Разне компаније су произвеле широк спектар робе везане за серију. У септембру 1995. године Warner Music Group је издала први албум са музиком из серије, Friends Original TV Soundtrack, који је садржао музику представљену у претходним и будућим епизодама. Саундтрек је дебитовао под бројем 46 на топ-листи  и продао 500 хиљада примерака у новембру 1995. године. Године 1999, изашао је други саундтрек албум под називом . Остала роба укључује тематску верзију ДВД игре „Scene It?” и квиз видео-игру за PlayStation 2 и рачунаре под називом . Поводом 15. годишњице, 28. септембра 2009. године у Уједињеном Краљевству је издат бокс-сет комплетне серије. Сет садржи проширене епизоде, водич кроз епизоде и оригиналне посебне додатке.
Warner Home Video објавио је комплетну колекцију серије на блу-реју 13. новембра 2012. године. Колекција не садржи додатне избачене сцене и шале које су биле укључене у претходним ДВД издањима и стога су епизоде представљене у свом оригиналном формату како су емитоване на NBC-у.
| Наслов | Епизоде | Датум издања ДВД-а                                                                                                   | Датум издања ДВД-а                                                                                | Датум издања ДВД-а | Датум издања блу-реја | Датум издања блу-реја | Датум издања блу-реја               |
| Наслов | Епизоде | Регија 1 | Регија 2                                                                                          | Регија 4           | Регија A              | Регија Б УК           | Регија Б Аустралија                 |
| ------ | ------- | --- | ------------------------------------------------------------------------------------------------- | ------------------ | --------------------- | --------------------- | ----------------------------------- |
|        | 24      | 30. април 2002. | 29. мај 2000.                                                                                     | 4. октобар 2006.   | 30. април 2013.       |                       |                                     |
|        | 24      | 3. септембар 2002.                                                                                                   | 29. мај 2000.                                                                                     | 4. октобар 2006.   | 30. април 2013.       |                       |                                     |
|        | 25      | 1. април 2003. | 29. мај 2000.                                                                                     | 4. октобар 2006.   |                       |                       |                                     |
|        | 24      | 15. јул 2003. | 29. мај 2000.                                                                                     | 4. октобар 2006.   |                       |                       |                                     |
|        | 24      | 4. новембар 2003. | 29. мај 2000.                                                                                     | 4. октобар 2006.   |                       |                       |                                     |
|        | 25      | 27. јануар 2004. | 17. јул 2000.                                                                                     | 4. октобар 2006.   |                       |                       |                                     |
|        | 24      | 6. април 2004. | 25. октобар 2004.                                                                                 | 4. октобар 2006.   |                       |                       |                                     |
|        | 24      | 9. новембар 2004. | 25. октобар 2004.                                                                                 | 4. октобар 2006.   |                       |                       |                                     |
|        | 24      | 8. март 2005. | 25. октобар 2004.                                                                                 | 4. октобар 2006.   |                       |                       |                                     |
|        | 18      | 15. новембар 2005.                                                                                                   | 25. октобар 2004.                                                                                 | 4. октобар 2006.   |                       |                       |                                     |
|        | 236     | 15. новембар 2005. 14. новембар 2006. (реиздање) 16. април 2013. (реиздање 2013) 17. септембар 2019. (реиздање 2019) | 2. октобар 2006. 12. новембар 2007. (реиздање) 28. септембар 2009. (издање поводом 15. годишњице) |                    | 13. новембар 2012.    | 12. новембар 2012.    | 21. новембар 2012. 21. август 2013. |

## Спиноф
Након завршетка серије 2004. године, Лебланк потписао је уговор о снимању спиноф серије Џои, која прати Џоијеву селидбу у Лос Анђелес, како би наставио своју глумачку каријеру. Кауфманова и Крејн нису били заинтересовани за спиноф, иако се Брајт договорио да продуцира серију са Скотом Силверијем и Шаном Голдберг-Миан. NBC је у великој мери промовисао спиноф серију и дао јој бивши термин Пријатеља, четвртком у 20 часова.
Пилот епизоду је гледало 18,6 милиона америчких гледалаца, али гледаност је континуирано опадала током трајања серије од 2 сезоне. Серију је просечно пратило 10,2 милиона гледалаца у првој сезони и 7,1 милиона у другој. NBC је прекинуо емитовање 7. марта 2006. године, оставивши 8 епизода неемитовано. Финалну емитовану епизоду је гледало 7,09 милиона. NBC је отказао серију 15. маја 2006, после две сезоне. Брајт је окривио сарадњу између руководилаца NBC-а, студија и других продуцената за брзо пропадање серије.
У Пријатељима, Џои је био женскарош, али уживали смо у његовим подвизима. Био је добар пријатељ, тип на кога сте знали да можете рачунати. Џои је деконструисан да буде тип који не може да пронађе посао, не може да позове девојку на састанак. Постао је патетичан, мрзовољан лик. Осетио сам да се креће у погрешном смеру, али нису ме слушали.— Кевин С. Брајт о отказивању серије Џои

## Занимљивости
- У 12. сезони серије Убиство, написала је, направљена је пародија на Пријатеље. У једној од епизода, детективка-аматер Џесика Флечер, коју је тумачила Анџела Ленсбери, истражује убиство писца серије Ортаци, измишљене серије о свакодневном животу групе пријатеља у граду. Епизода је осмишљена након што је CBS померио Убиство, написала је из недеље увече на четвртак увече, насупрот Пријатељима.[249]
- Продуценти серије Брачне воде хтели су да направе спиноф серију под називом Непријатељи, која је требало да представља антитезу Пријатеља на исти начин као што је Брачне воде била антитеза породичних ситкома попут Козби шоу. Ипак, Fox је одбио серију.[250]
- У улози Чандлеровог трансродног оца Чарлса појавила се Кетлин Тарнер. У једном каснијем интервјуу рекла је да је Метју Пери још увек зове „тата”.[251]
- На шпици за други део епизоде у Вегасу (почетак шесте сезоне), сви глумци су на најавној шпици имали додатно презиме Аркет (нпр. Џенифер Анистон Аркет), укључујући и мушкарце, као шалу на рачун новог презимена Кортни Кокс, која се између пете и шесте сезоне удала за Дејвида Аркета и променила презиме, додавши свом презимену мужевљево.[252]
- Од шесторо главних ликова, једино је Чандлер јединац.[253]
- Познату песму са најавне шпице изводи група The Rembrandts. Сингл са овом песмом заузео је 1. место на Billboard Adult Contemporary и 17. место на Billboard Hot 100 топ-листи у САД,[254][255] а био је најуспешнији сингл 1995. године у Канади.[256]
- Девет глумаца награђених Оскаром се појавило у серији: Чарлтон Хестон, Шон Пен, Сузан Сарандон, Хелен Хант, Џулија Робертс, Рис Видерспун, Робин Вилијамс, Џорџ Клуни и Бред Пит.[257]
- Глумица Винона Рајдер се помиње у трећој сезони, а касније има гостујућу улогу Мелисе, девојке коју је Рејчел пољубила на колеџу кад је била пијана.[258]
- Фибина трудноћа у серији се појавила тек након што је глумица Лиса Кудроу објавила да је заиста трудна. Како у стварном животу није носила тројке, костимографи су правили разне трикове да је учине крупнијом.[259]
- Када год би се Том Селек појавио у некој сцени, публика је сувише гласно аплаудирала, тако да су почеци сцена морали да се снимају поново, без публике, како би могли да се користе у серији.[260]
- Џенифер Анистон је пристала да се појави у последњој сезони (2003—2004) тек након што су јој гарантовали да ће снимање бити окончано до јануара 2004, како би после тога могла да се посвети филмској каријери.[261]
- Ханк Азарија, који је тумачио Фибиног дечка Дејвида, двапут је био на аудицији за лик Џоија.[262]
- Џејмс Мајкл Тајлер добио је улогу баристе Гантера јер је био једини статиста који је знао да управља еспресо машином.[263] Током серије, откривено је да Гантер поред енглеског прича и холандски[264] и да је некадашњи глумац из сапуница.[265]
- Последњу реченицу у серији изговара Чандлер. На Рејчелино питање: „Хоћемо ли на кафу?”, он у свом саркастичном стилу одговара: „Где ћемо?” („Where?”).[266] Прву реченицу у серији изговара Моника: „Нема ту о чему да се прича” („There's nothing to tell”).
- Табла на вратима Чандлеровог и Џоијевог стана је у свакој епизоди имала нешто друго написано или нацртано.[267]
- Фрижидери у становима Монике и Џоија су заиста радили и у њима се налазило пиће за екипу.[268]
- Чувени жути рам око шпијунке на Моникиним вратима је првобитно био огледало које је требало да буде на помоћном столу, али је један радник на сету случајно разбио стакло. Сценограф је узео оквир и ставио га око шпијунке, што се осталима допало, па је тако и остало.[269]
- Након последње епизоде, сваки од главних глумаца је, као успомену, на поклон добио део тротоара испред Central Perk-а.[79]
- У првим епизодама, број стана у ком живе Моника и Рејчел је 5, а стана у ком живе Чандлер и Џои је 4. Међутим, продукција је схватила да је немогуће да станови на вишем спрату имају овако мале бројеве, па је број Моникиног и Рејчелиног стана промењен у 20, а Чандлеровог и Џоијевог у 19.[270]
- Венчање Керол и Сузан у 2. сезони је прво лезбијско венчање на америчкој телевизији.[271]